# Центр культуры и искусств «Верх-Исетский»

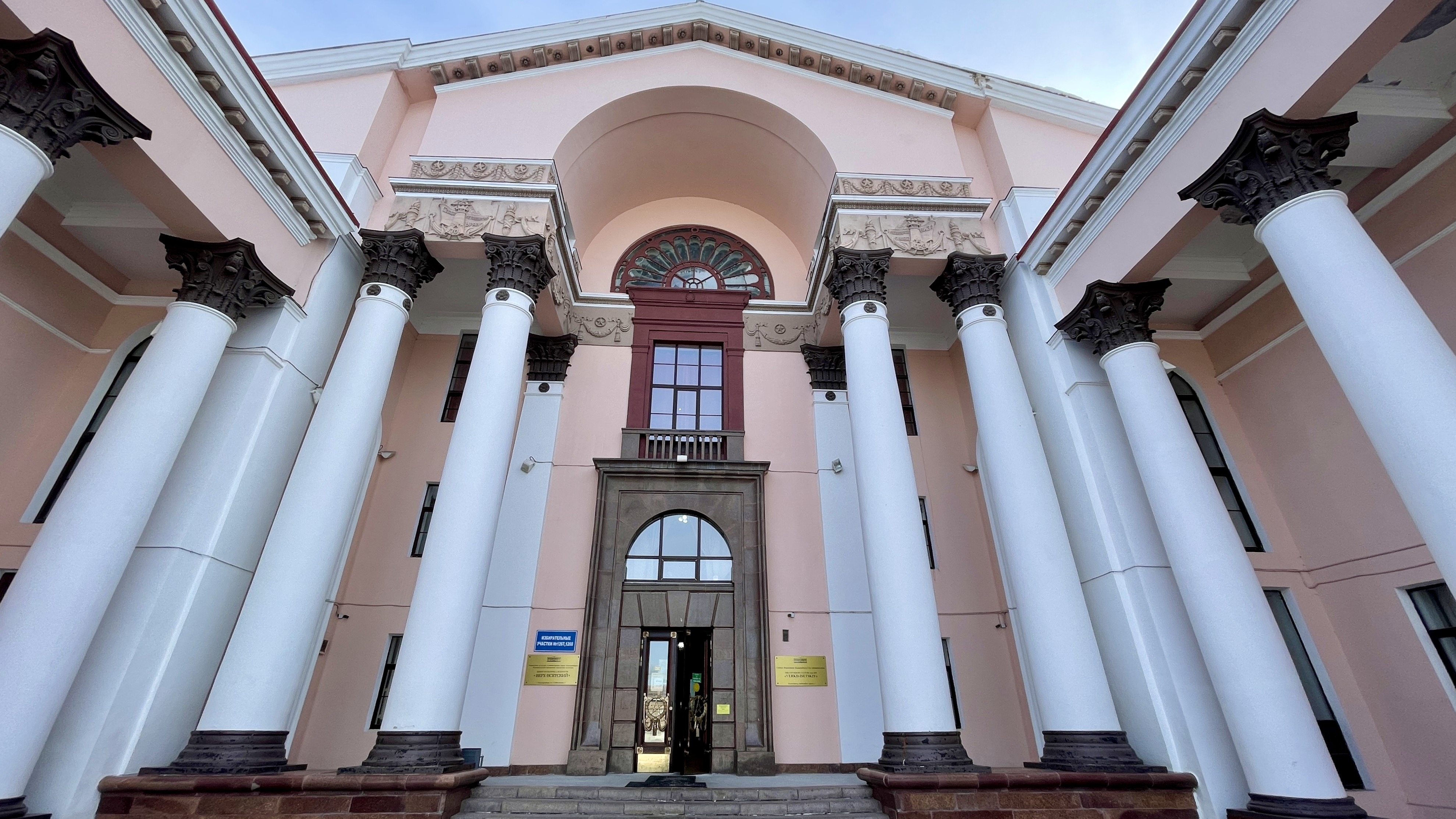
Входная группа

Центр культуры и искусств «Верх-Исетский» (ДК ВИЗа) — дворец культуры, построенный Верх-Исетским металлургическим заводом в 1957 году, является памятником градостроительства и архитектуры Свердловской области. Образец общественного сооружения в стиле советской неоклассики.

## История
Здание было построено в 1952—1957 годах на средства Верх-Исетского металлургического завода.

## Архитектура
Здание было построено по типовому проекту, но были также внесены планировочные и конструктивные изменения. Авторы проекта — архитектор В. В. Емельянов, художник В. П. Елисеев, скульптор В. А. Буланкин. Все парадные дубовые двери художественной работы, резную мебель выполнил столяр краснодеревщик В. П. Голуба. Здание расположено на южной стороне заводской площади Верх-Исетского завода — площади Субботников.
Здание строго симметрично, расположено на высоком стереобате с двумя боковыми портиками и колоннадами, имеет заглублённую центральную часть. Двухэтажный зрительный зал, прямоугольный в плане, и основной четырёхэтажный, П-образный в плане, обращён на площадь. Главный северный фасад с портиками и колоннадами композитного ордера выходит на площадь. Центральный фасад с треугольным фронтоном имеет по бокам двухколонные портики. В декоре фасада барельефы антаблементов центральных портиков, гирлянды, картуши, факелы, атрибуты труда и науки, стилизованные вазоны с цветками и звёздами, модульоны, различные порезки.
В оформлении применено художественное чугунное литьё: между колоннами боковых крыльев установлены литые фонари-торшеры, в дверных полотнах главного входа — бронзовые литые вставки в виде лавровых венков с эфесами, лентами, драпировкой и звёздами. Боковые фасады идентичны, двухчастные, состоят из повышенной части, прилегающей к площади и более низкой по высоте и отстоящей от красной линии улицы. Межоконные простенки декорированы полуколоннами дорического ордера. В интерьере облицовка из натурального камня, лепной декор, тематические композиции, барельефные портреты русских писателей, учёных, элементы ордерной системы, различные орнаментальные порезки, люстры и бра с фигурными держателями из бронзы. В здании находится мебель 1950-х годов индивидуальной работы.
Здание Дворца культуры металлургов ВИЗа представляет собой образец общественного сооружения в стиле советской неоклассики.
Решением Свердловского облисполкома № 75 от 18.02.1991 года дом был поставлен на государственную охрану как памятник градостроительства и архитектуры регионального значения.